# Thuốc kích thích giao cảm
Thuốc kích thích giao cảm (còn được gọi là thuốc adrenergic và amin adrenergic) là các hợp chất kích thích bắt chước tác dụng của chất chủ vận nội sinh của hệ thần kinh giao cảm. Các chất chủ vận nội sinh chính của hệ thần kinh giao cảm là catecholamine (tức là epinephrine [adrenaline], norepinephrine [noradrenaline], và dopamine), có chức năng như cả chất dẫn truyền thần kinh và hormone. Thuốc kích thích giao cảm được sử dụng để điều trị ngừng tim và huyết áp thấp, hoặc thậm chí trì hoãn sinh non,v.v...
Những loại thuốc kích thích giao cảm này có thể hoạt động thông qua một số cơ chế, chẳng hạn như kích hoạt trực tiếp các thụ thể sau synap, ngăn chặn sự phá vỡ và tái hấp thu một số chất dẫn truyền thần kinh, hoặc kích thích sản xuất và giải phóng catecholamine.

## Cơ chế hoạt động
Các cơ chế của thuốc kích thích giao cảm có thể tác dụng trực tiếp (tương tác trực tiếp giữa thuốc và thụ thể), như thuốc chủ vận α-adrenergic, chất chủ vận -adrenergic và chất chủ vận dopaminergic; hoặc tác động gián tiếp (tương tác không phải giữa thuốc và thụ thể), chẳng hạn như MAOIs, thuốc ức chế COMT, chất kích thích giải phóng và chất ức chế tái hấp thu làm tăng nồng độ catecholamine nội sinh.

## Mối quan hệ cấu trúc-hoạt động
Một amin aliphatic chính hoặc thứ cấp được phân tách bằng 2 nguyên tử cacbon từ vòng benzen thay thế là yêu cầu tối thiểu cho hoạt động chủ vận cao. PKa của amin là khoảng 8,5-10. Sự hiện diện của nhóm hydroxy trong vòng benzen ở vị trí thứ 3 và thứ 4 cho thấy hoạt động alpha và adrenergic tối đa.